# Rutha (Sulza)
Rutha ist ein Ortsteil von Sulza im Saale-Holzland-Kreis in Thüringen.

## Lage
Rutha liegt nördlich von Sulza und grenzt nördlich an das Gewerbegebiet Stadtrodaer Straße von Jena. Die Roda fließt südlich am Ort hinüber zum Saaletal und mündet in die Saale. Nördlich verlaufen die Straße von Jena nach Stadtroda, die Bahnstrecke Weimar–Gera sowie die Bundesautobahn 4. Damit ist der Ortsteil verkehrsmäßig sehr gut angebunden.

## Geschichte
1349/50 wurde das Dorf erstmals urkundlich erwähnt. 1842 wurde die Dorfkirche Rutha an neuer Stelle auf dem Berg erbaut. Die alte Kirche in der Nähe des Baches wurde in ein Wohnhaus umgewandelt. Man kann heute noch 2 Rundbogenfenster an der Nordseite des Wohnhauses Nr. 21 erkennen.
Das älteste Verzeichnis der Einwohner stammt aus der ersten Hälfte des 15. Jh.
Seit Eingliederung in den wettinischen Staat gehörte der Ort zum Rittergut Drackendorf innerhalb des Amtsbezirks Burgau, später Amtsbezirk Jena, bis 1920. Mit der Bildung des Landes Thüringen kam es an den Landkreis Stadtroda und 1952 an den Kreis Jena-Land.
Am 1. Juli 1950 wurde Rutha nach Sulza eingemeindet.

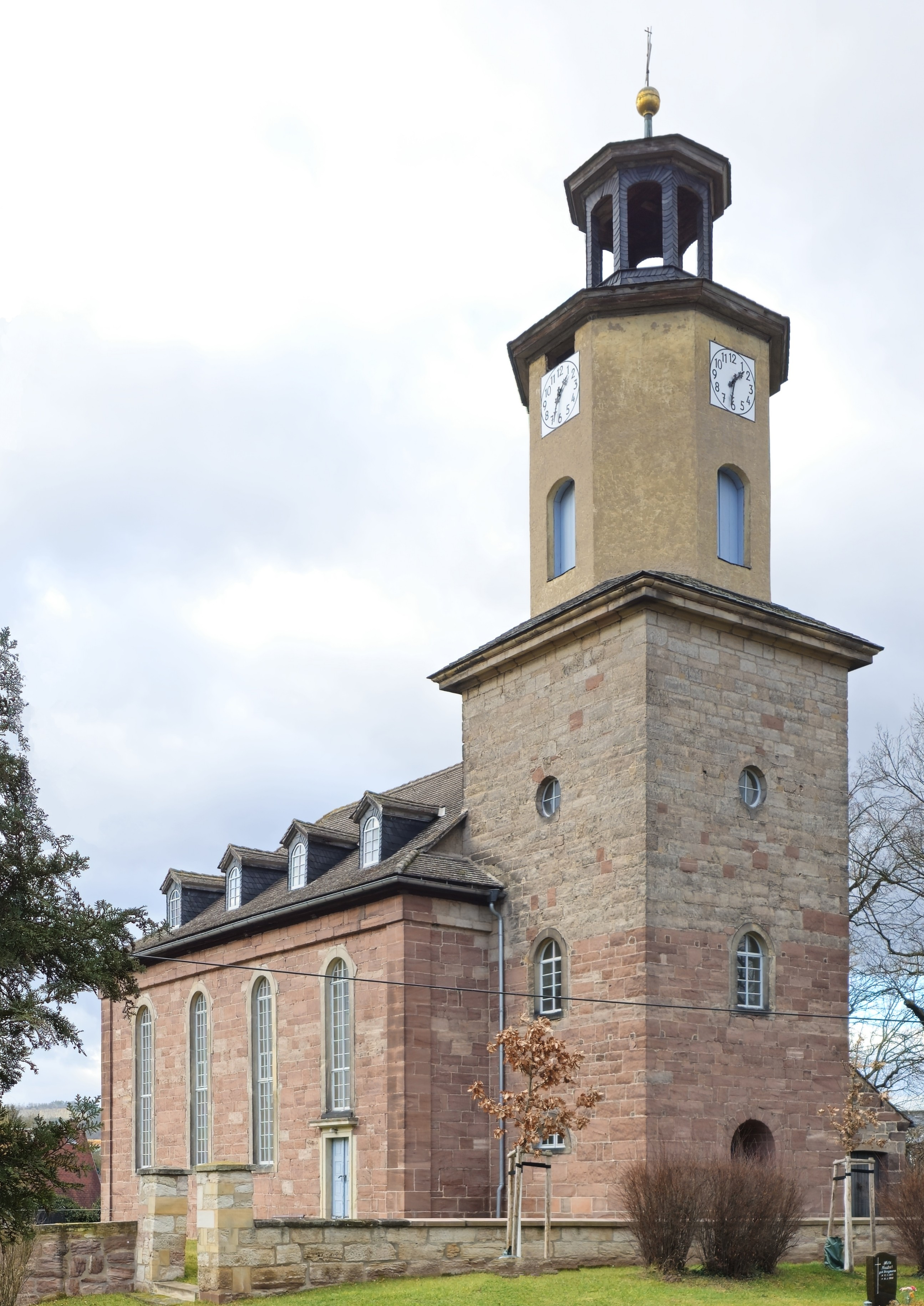
Die Kirche von Rutha
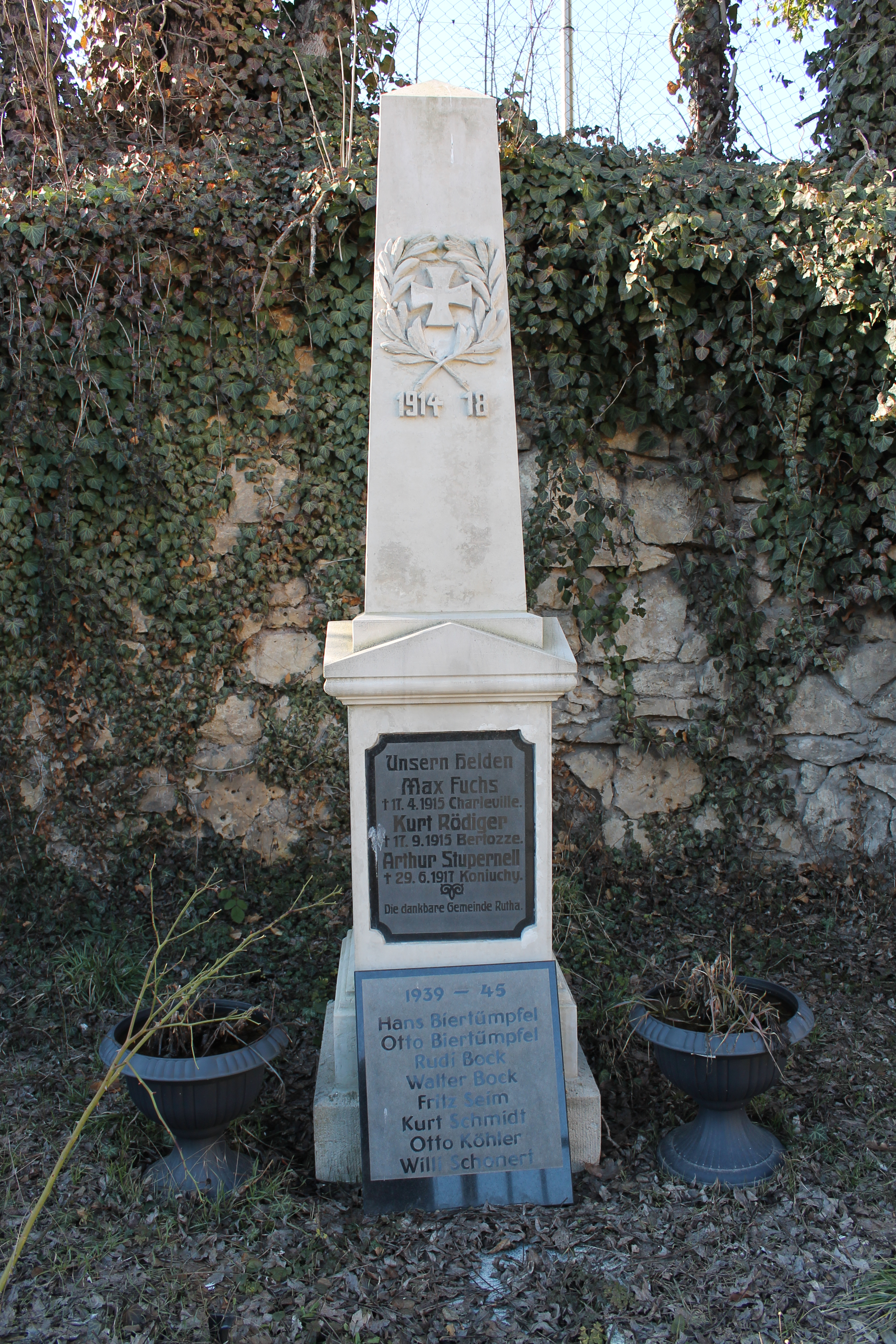
Denkmal für die in den Weltkriegen gefallenen Soldaten aus Rutha
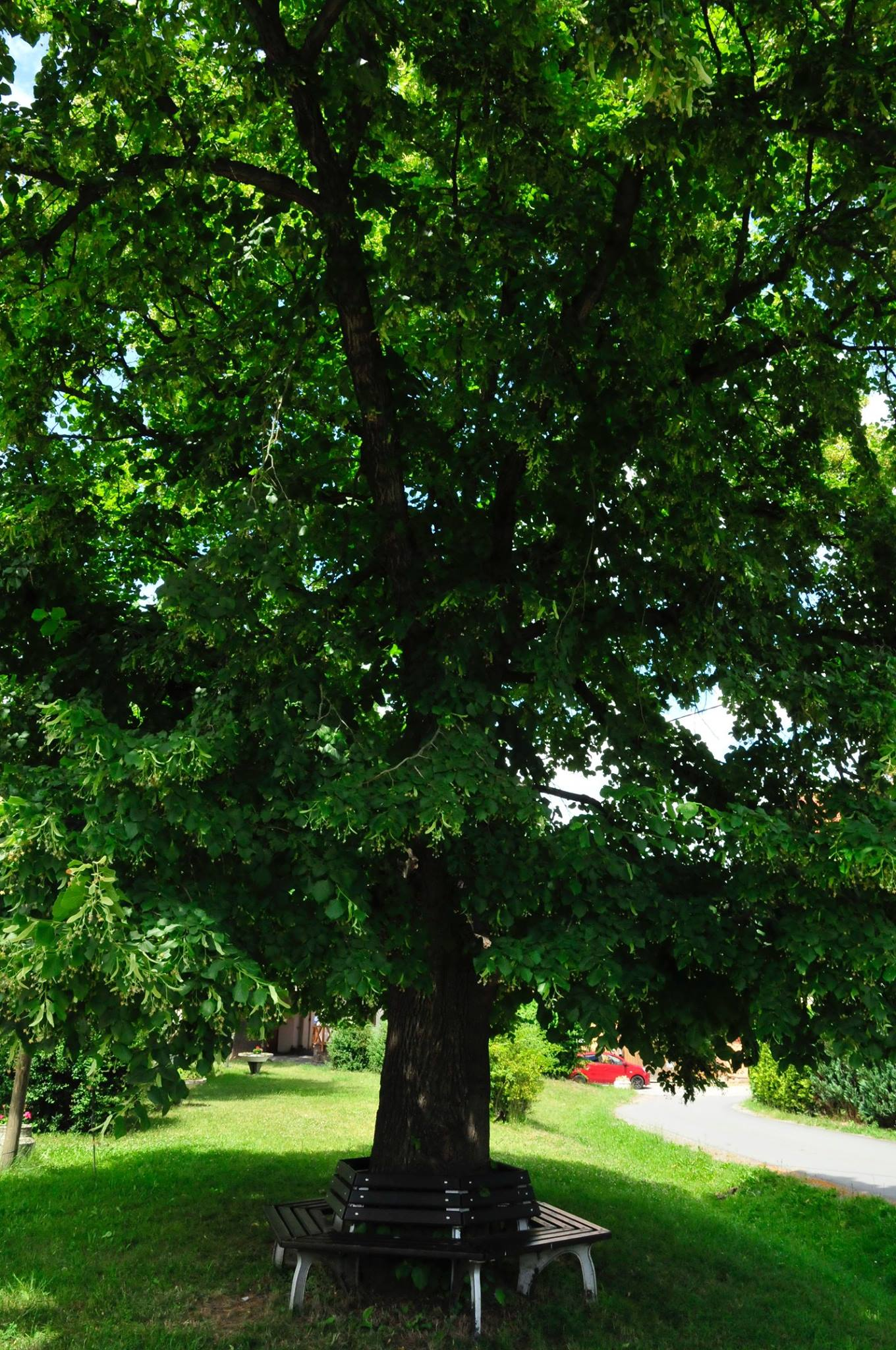
Dorfplatz Rutha
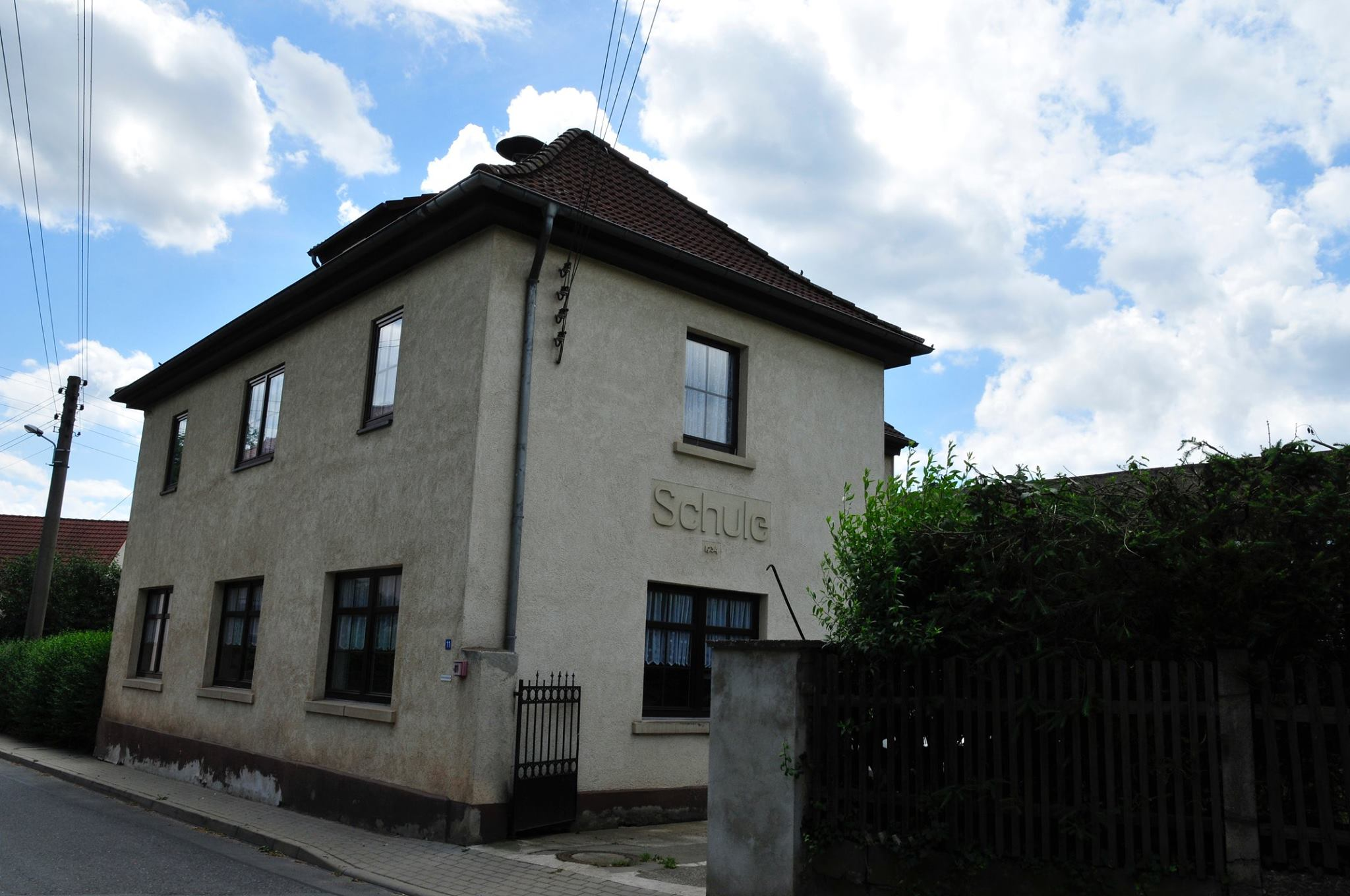
Alte Dorfschule von Rutha

## Persönlichkeiten
- Robert Burkhardt (1874–1954), deutscher Heimatforscher